# Barbara Mękarska-Kozłowska
Barbara Mękarska-Kozłowska (ur. 1926 we Lwowie, zm. 1990) – polska pisarka emigracyjna i historyk. 

## Życiorys
W latach 1939–1941 brała udział w tajnym nauczaniu we Lwowie. W okresie okupacji niemieckiej była w Szarych Szeregach. Jednocześnie i pracowała Radzie Głównej Opiekuńczej. W 1945 roku została wysiedlona ze Lwowa. Studiowała chemię na Uniwersytecie Jana Kazimierza we Lwowie, następnie na Uniwersytecie Jagiellońskim, ukończyła je na emigracji w Londynie. Była członkinią Związku Pisarzy Polskich na Obczyźnie i Związku Dziennikarzy RP. W roku 1956 otrzymała nagrodę imienia red. Pańczaka, ufundowana przez Polskie Oddziały Wartownicze w Niemczech. W latach 1951–1955 była redaktorką pisma dla młodzieży „Ogniwa” i „Biblioteczki Ogniw”, w latach 1953–1978 była redaktorką pisma „Co Tydzień Dzieciom i Młodzieży”, dodatku „Dziennika Polskiego i Dziennika Żołnierza”. Autorka opowiadań i szkiców dla młodzieży i dorosłych.

## Wybrane publikacje
- Albumy historyczne. Ser. 1 album 1: Na polach bitew, w oprac. i pod red. Barbary Mękarskiej-Kozłowskiej; rys. wykonał G. Legeżyński, Londyn: Skarb Narodowy 1966.
- Albumy historyczne. Ser. 1 album 2: Pod dachem, w oprac. i pod red. Barbary Mękarskiej-Kozłowskiej; rys. wykonał G. Legeżyński, Londyn: Skarb Narodowy, 1966.
- Albumy historyczne. Ser. 1 album 3: Na Kresach, w oprac. i pod red. Barbary Mękarskiej-Kozłowskiej; rys. wykonał Anthony Stockbridge, Londyn: Skarb Narodowy 1966.
- Albumy historyczne. Ser. 1 album 4: Z biegiem Odry, w oprac. i pod red. Barbary Mękarskiej-Kozłowskiej; rys. wykonał Anthony Stockbridge, Londyn: Skarb Narodowy 1966.
- Albumy historyczne. Ser. 1 album 5: Nasze znaczki, w oprac. i pod red. Barbary Mękarskiej-Kozłowskiej; rys. wykonała Janina Chrzanowska, Londyn: Skarb Narodowy 1966.
- Albumy historyczne. Ser. 1 album 6: Polskie orły, w oprac. i pod red. Barbary Mękarskiej-Kozłowskiej; rys. wykonała Janina Chrzanowska, Londyn: Skarb Narodowy 1966.
- Albumy historyczne. Ser. 1 album 7: Akademia Krakowska, w oprac. i pod red. Barbary Mękarskiej-Kozłowskiej; rys. wykonała Janina Chrzanowska, Londyn: Skarb Narodowy 1966.
- Prowansalskie ścieżki, wspomnienia, pinie, róże i ... „chienlit”, Londyn 1969 (wyd. 2 – Prowansalskie ścieżki, Londyn: Polska Fundacja Kulturalna 1995).
- O Józefie Piłsudskim, Londyn: Instytut Józefa Piłsudskiego 1985.
- (współautor: Stanisław Kościałkowski) Poznajmy naszą przeszłość. Zarys wiadomości z dziejów Polski od Piastów do 1945 roku, red. Barbara Mękarska-Kozłowska, wyd. 3 uzup., Londyn: Instytut Józefa Piłsudskiego w Londynie 1988.
- Lwów twierdza kultury i niepodległości: referat wygłoszony 29 listopada 1988 r. w Bibliotece Polskiej w Paryżu (poszerzony i uzupełniony), Londyn: Instytut Józefa Piłsudskiego 1991 (wyd. 2 – Lublin: „Liber” 2000).
- Posłannictwo kresowe Lwowa: odczyt wygłoszony dnia 17 marca 1990 roku na uroczystości rocznicy imienin Marszałka Józefa Piłsudskiego zorganizowanej przez Instytut Józefa Piłsudskiego w Londynie, Londyn: Instytut Józefa Piłsudskiego 1991.
- O Instytucie Józefa Piłsudskiego w Londynie. Informator, Londyn: Instytut Józefa Piłsudskiego 1992.
- Mozaika wspomnień, Londyn: Polska Fundacja Kulturalna 1994 (wyd. 2 – Lublin: „Liber” 2000).
- Burza nad Lwowem: reportaż z lat wojennych 1939–1945 we Lwowie; Kartki z pamiętnika, Londyn: Polska Fundacja Kulturalna 1992 (wyd. 2 – Lublin: „Liber” 2000).

## Odznaczenia
- Krzyż Oficerski Orderu Odrodzenia Polski (11 listopada 1990)[2]
- Krzyż Kawalerski Orderu Odrodzenia Polski (25 maja 1978)[3]